# TRW Inc.
TRW Inc. a fost o corporație americană implicată într-o varietate de întreprinderi, în principal în aerospațial, automobile și birou de credit. A fost un pionier în mai multe domenii, inclusiv componente electronice, circuite integrate, calculatoare, software și sisteme de inginerie. TRW a construit multe nave spațiale, printre care și Pioneer 1, Pioneer 10 și mai multe observatoare spațiale. A fost #57 pe lista Fortune 500din 1986 și avea 122.258 de angajați. În 1958, compania a fost numită Thompson Ramo Wooldridge, după trei lideri proeminenți. Acest lucru a fost scurtat ulterior la TRW. 
Rădăcinile companiei au fost înființate în 1901 și au durat mai mult de un secol până când au fost achiziționate de către Northrop Grumman în 2002. A contribuit la crearea unei varietăți de corporații, printre care Pacific Semiconductors, Aerospace Corporation, Bunker-Ramo, Experian și TRW Automotive care face parte acum din ZF Friedrichshafen. Oamenii care vin de la TRW au fost importanți pentru a construi corporații precum SpaceX. 
În 1953, compania a fost recrutată pentru a conduce dezvoltarea primului ICBM din Statele Unite. Începând cu designul inițial realizat de Convair, echipa multi-corporatistă a lansat Atlas în 1957.  Acesta a zburat în întreaga sa gamă în 1958, și a fost adaptat pentru a zbura astronauții Mercur în orbită. TRW a condus, de asemenea, dezvoltarea rachetei Titan , care a fost ulterior adaptată pentru a acoperi misiunile Gemini. Compania a servit Forțelor Aeriene ale SUA ca ingineri de sisteme pentru toate eforturile ulterioare de dezvoltare ICBM , dar TRW nu a produs vreodată niciun echipament de rachetă datorită conflictului de interese.  În 1960, Congresul a stimulat formarea The Aerospace Corporation o organizație non-profit care furniza sisteme de inginerie guvernului SUA, dar TRW a continuat să ghideze eforturile ICBM.

## Legături externe
- Northrop Grumman.com: TRW Heritage webpage
- Astronautix.com: TRW webpage
- TRW Automotive website
- TRW Conekt Automotive Research, Test and Development website